# Reinhard Breymayer
Reinhard Breymayer (* 4. Januar 1944 in Urach; † 13. August 2017 in Ofterdingen) war ein deutscher Philologe, Pietismusforscher und Experte für die Geschichte der Rhetorik.

## Leben
Reinhard Breymayer stammte mütterlicherseits aus der altpietistischen Familie der Kullen in Hülben bei Bad Urach.
Breymayer wuchs in Unterweissach und Hülben auf. Er war Schüler an den Evangelisch-Theologischen Seminaren Maulbronn und Blaubeuren, staatlichen humanistischen (altsprachlichen) Gymnasien mit landeskirchlichem Internat, und legte dort 1963 das Abitur ab. Er studierte an den Universitäten in Tübingen, Köln, Bonn und Bochum. Von 1964 bis 1967 war er Stipendiat des Evangelischen Stifts Tübingen als Inhaber einer Philologen-Freistelle. 1971 erwarb er an der Universität Bonn den Grad des Magister Artium in den Fächern Germanistik, Allgemeine Sprachwissenschaft und Allgemeine Rhetorik.
Nach dem Studium war er ab 1971 an den Universitäten Bonn, Heidelberg und Stuttgart, den Pädagogischen Hochschulen Heidelberg und Schwäbisch Gmünd sowie für das Landeskirchliche Archiv in Stuttgart und die Historische Kommission zur Erforschung des Pietismus in Berlin als Wissenschaftlicher Mitarbeiter tätig.
Seit 1989 war Breymayer Lehrbeauftragter für Allgemeine Rhetorik an der Universität Tübingen und seit 1996 Deutschlandkorrespondent der Stiftung ADAMAS – Stiftung Götz Hübner für interkulturelle Studien am griechisch-deutschen und polnisch-deutschen Beispiel in Schorndorf.
Von 1971 bis 1976 wirkte er bei der Herausgabe der Zeitschrift Linguistica Biblica (Bonn) mit, im Jahr 1972 auch als Mitherausgeber von Band 1 und 3 der Schriftenreihe Forum Theologiae Linguisticae. Interdisziplinäre Schriftenreihe für Theologie und Linguistik. Von 1982 bis 2000 war er Mitglied des Redaktionskomitees der Zeitschrift ARIES (Paris/Sorbonne). Seit 1992 war er Herausgeber der Suevica. Beiträge zur schwäbischen Literatur- und Geistesgeschichte (Stuttgart) in der Reihe Stuttgarter Arbeiten zur Germanistik. Die Suevica berücksichtigen vor allem die Schwäbische Romantik.
Breymayer war Verfasser von über 200 Veröffentlichungen vor allem zum Pietismus, zur Rhetorik und zur deutschen Philologie. Genannt seien die von ihm mitherausgegebenen Bände 1 und 3 der historisch-kritischen Edition der Werke des Theosophen Friedrich Christoph Oetinger. Walter de Gruyter, Berlin/New York 1977 und 1999. Er hat zahlreiche Beiträge zu Ehren renommierter Institutionen und Personen veröffentlicht, zum Beispiel des Evangelischen Stifts Tübingen 1986, des Sorbonne-Professors Antoine Faivre 2001 beziehungsweise des in Toronto tätigen Professors Hartmut Fröschle 2005.
Breymayer hat erstmals die Frage nach dem Verbleib der Privatbibliotheken des Vorpietisten Johannes Coccejus und führender Pietisten wie Philipp Jacob Spener, August Hermann Francke und Gottfried Arnold gestellt und sie auf Grund neu gefundener Auktionskataloge zu diesen Privatbibliotheken teilweise beantworten können.
In späteren Jahren betrat er auch das Feld der Philosophiegeschichte. Dabei hat er den deutschen Diderot-Forscher Werner Raupp als Übersetzer und Bibliograph maßgeblich unterstützt, besonders bei der Herausgabe der Denkschrift: Denis Diderot zum 300. Geburtstag (2013).

## Ehrungen
- 1989 erhielt Breymayer auf Vorschlag des Präsidenten der Universität Tübingen den Philipp-Matthäus-Hahn-Preis der Stadt Kornwestheim als erster Träger.[8]
- 2001 wurde ihm ein Fritz-Thyssen-Stipendium der Franckeschen Stiftungen zu Halle (Saale) verliehen.

## Schriften
- Vladimir Jakovlevič Propp (1895–1970) – Leben, Wirken und Bedeutsamkeit. In: Linguistica Biblica 15/16 (1972), S. 36–77 (S. 67–77 Bibliographie).[9]
- Bibliographie zum Thema "(Martin) Luther und die Rhetorik". In: Linguistica Biblica. Interdisziplinäre Zeitschrift für Theologie und Linguistik, hrsg. von Erhardt Güttgemanns, Heft 21/22 (1973), S. 39–42.
- Friedrich Christoph Oetinger: Die Lehrtafel der Prinzessin Antonia. Herausgegeben von Reinhard Breymayer und Friedrich Häußermann. Walter de Gruyter, Berlin/New York 1977, ISBN 3-11-004130-8.
- Der endlich gefundene Autor einer Vorlage von Friedrich Schillers „Taucher“: Christian Gottlieb Göz (1746–1803), Pfarrer in Plieningen und Hohenheim, Freund von Philipp Matthäus Hahn? In: Blätter für württembergische Kirchengeschichte, 83/84 (1983/1984). Stuttgart [1985], S. 54–96; S. 83–96: Literaturübersicht.[10][11]
- Auktionskataloge deutscher Pietistenbibliotheken. In: Bücherkataloge als buchgeschichtliche Quellen in der frühen Neuzeit. Herausgegeben von Reinhard Wittmann. (= Herzog August Bibliothek Wolfenbüttel. Wolfenbütteler Schriften zur Geschichte des Buchwesens, Band 10.) Harrassowitz, Wiesbaden (1985), S. 113–208.[12]
- (Hrsg.), Friedrich Hölderlin [Zuschreibung], Hymne an die Heiterkeit. Ein unbekanntes Lied 'Gesungen bei der Einweihung eines Gartenhauses das zur Aufschrift  hat: SERENITY'. Noũs Verlag Thomas Heck, Tübingen 1985.
- Der „Vater des deutschen Pietismus“ und seine Bücher: Zur Privatbibliothek Philipp Jakob Speners. In: Bibliothecae selectae da Cusano a Leopardi, a cura di Eugenio Canone. (= Lessico Intellettuale Europeo. Band 58.) Olschki, Florenz 1993, S. 299–331.
- Der wiederentdeckte Katalog zur Bibliothek Gottfried Arnolds. In: Dietrich Blaufuß, Friedrich Niewöhner (Hrsg.): Gottfried Arnold (1666–1714). (= Herzog August Bibliothek Wolfenbüttel. Wolfenbütteler Forschungen. Band 61.) Harrassowitz, Wiesbaden 1995, S. 55–143.
- Friedrich Christoph Oetinger: Biblisches und Emblematisches Wörterbuch. Herausgegeben von Gerhard Schäfer in Verbindung mit Otto Betz, Reinhard Breymayer, Eberhard [Martin] Gutekunst, Ursula Hardmeier, Roland Pietsch, Guntram Spindler. Walter de Gruyter, Berlin/New York 1999, ISBN 3-11-004903-1.
- „Die Bibel der Chinesen“. Zum Problem ‚verwestlichender Übersetzung‘ in der württembergisch-schwäbischen Chinakunde bis zu Richard Wilhelm (1873–1930). In: Rainer Reuter, Wolfgang Schenk (Hrsg.): Semiotica Biblica. Eine Freundesgabe für Erhardt Güttgemanns. (= Schriftenreihe THEOS. Studienreihe Theologische Forschungsergebnisse. Band 31.) Verlag Dr. Kovač, (Hamburg 1999), S. 181–217, ISBN 3-86064-936-1.
- Zum Schicksal der Privatbibliothek August Hermann Franckes. Über den wiedergefundenen Auktionskatalog der Privatbibliothek seines Sohnes Gotthilf August Francke. 3. Auflage. Heck, Tübingen 2002, ISBN 3-924249-42-3.
- Pietismus. In: Gert Ueding (Hrsg.): Historisches Wörterbuch der Rhetorik. Band 6. Niemeyer, Tübingen. Wissenschaftliche Buchgesellschaft, Darmstadt 2003, Spalte 1191–1214.
- Eine unbekannte Koranerklärung in der Bibliothek von Goethes Vater: „Elias mit dem Alcoran Mahomeds“. Über das wiedergefundene Werk des Radikalpietisten Johann Daniel Müller aus Wissenbach (Nassau). Heck, Tübingen 2004, ISBN 3-924249-43-1.[13]
- Oetinger, Friedrich Christoph. In: Wouter J[acobus] Hanegraaff (Hrsg.): Dictionary of Gnosis and Western Esotericism. Band 2. Brill, Leiden/Boston 2005, S. 889–894.
- (Hrsg.): In dem milden und glücklichen Schwaben und in der Neuen Welt. Beiträge zur Goethezeit. (= Stuttgarter Arbeiten zur Germanistik. Nummer 423.) Heinz, Stuttgart 2004, ISBN 3-88099-428-5.
- Prälat Oetingers Neffe Eberhard Christoph v. Oetinger, in Stuttgart Freimaurer und Superior der Illuminaten, in Wetzlar Richter am Reichskammergericht – war dessen mit Goethe verwandte Gattin, Charlotte, geb. v. Barckhaus, ein Vorbild für Werthers „Fräulein von B..“?. 2., verbesserte Auflage. Heck, Tübingen 2010, ISBN 978-3-924249-49-6.[14]
- Zwischen Prinzessin Antonia von Württemberg und Kleists Käthchen von Heilbronn. Neues zum Magnet- und Spannungsfeld des Prälaten Friedrich Christoph Oetinger. Heck, Dußlingen 2010, ISBN 978-3-924249-51-9.
- Friedrich Christoph Steinhofer – ein pietistischer Theologe zwischen [Friedrich Christoph] Oetinger, Zinzendorf und Goethe. Mit der Lösung eines quellenkritischen Problems bei Karl Barth. In: Reimund B. Sdzuj, Robert Seidel, Bernd Zegowitz (Hrsg.): Dichtung – Gelehrsamkeit – Disputationskultur. Festschrift für Hanspeter Marti zum 65. Geburtstag. Böhlau Verlag, Wien/Köln/Weimar [Thüringen] 2012, ISBN 978-3-412-20876-9, S. 196–230.
- Goethe, Oetinger und kein Ende. Charlotte Edle von Oetinger, geborene von Barckhaus-Wiesenhütten, als Wertherische „Fräulein von B..“. Heck, Dußlingen 2012, ISBN 978-3-924249-54-0.
- Friedrich Christoph Steinhofer. Ein pietistischer Theologe zwischen Oetinger, Zinzendorf und Goethe. Mit der Lösung eines quellenkritischen Problems bei Karl Barth und einem Exkurs über die Bedeutung von Tugendlehre und Biblischen Summarien für die Lehrtafel in Steinhofers Amtsort Teinach. Heck, Dußlingen 2012, ISBN 978-3-924249-53-3. [Wesentlich erweiterte Fassung der Abhandlung über Steinhofer.]
- (Hrsg.): Johann Friedrich Jüdler, Friedrich Christoph Oetinger, Erhard Weigel: Realvorteile zum Informieren. Johann Friedrich Jüdlers ehmaligen Schulmeisters zu Stetten im Ramstal. [Remstal] Realvorteile zum Informieren für die Anfänger in deutschen und lateinischen Schulen nach den Absichten der Realschule zu Berlin. Aus dem Mund und Gespräch des Herrn Spezialsuperintendenten [Friedrich Christoph] Oetingers geschöpft und dem Druck übergeben <1758>. (Historisch-kritische Edition und Faksimile-Neudruck der Ausgabe Heilbronn [am Neckar] : Johann Friedrich Majer, 1758.) Heck, Dußlingen 2014, ISBN 978-3-924249-56-4.
- Die Werke Friedrich Christoph Oetingers. Chronologisch-systematische Bibliographie 1707–2014. (= Bibliographie zur Geschichte des Pietismus. Band 3.) Bearbeitet von Martin Weyer-Menkhoff und Reinhard Breymayer. de Gruyter, Berlin/München/Boston 2015, ISBN 978-3-11-041461-5.
- Astronomie, Kalenderstreit und Liebestheologie. Von Erhard Weigel und seinem Schüler Detlev Clüver über Friedrich Christoph Oetinger und Philipp Matthäus Hahn zu Friedrich Schiller, Johann Andreas Streicher, Franz Joseph Graf von Thun und Hohenstein, Mozart und Beethoven. Dem Andenken des bedeutenden Oetinger-Forschers Guntram Spindler (1940–2014) und des bedeutenden Aufklärungsforschers Reinhard Aulich (1947–2016). [Motto:] Brüder – überm Sternenzelt muß ein lieber Vater wohnen. SCHILLER. Noûs-Verlag Thomas Leon Heck, Dußlingen 2016. – 239 S. – ISBN 978-3-924249-58-8.
- Jung, Hermann. In: Biographisch-Bibliographisches Kirchenlexikon (BBKL). Band 3, Bautz, Herzberg 1992, ISBN 3-88309-035-2, Sp. 840–843 (Artikel/Artikelanfang im Internet-Archive).
- Müller, Daniel. In: Biographisch-Bibliographisches Kirchenlexikon (BBKL). Band 6, Bautz, Herzberg 1993, ISBN 3-88309-044-1, Sp. 255–267 (Artikel/Artikelanfang im Internet-Archive).